# Моран, Эдвард
Эдвард Моран (англ. Edward Moran; 19 августа 1829, Болтон Ланкашир, Англия — 8 июня 1901, Нью-Йорк США) — американский художник-маринист.

## Биография
В 15-летнем возрасте вместе с семьей эмигрировал в Америку. Поселился в Филадельфии. Под руководством отца освоил профессию ткача.
Рано проявившийся талант художника, совершенствовал став учеником Джеймса Гамильтона и немецкого живописца-эмигранта Пауля Вебера.
В 1862 году Эдвард Моран уехал в Лондон и поступил в Королевскую Академию художеств.
В 1869 году вернулся в Соединенные Штаты и поселился в Нью-Йорке. Здесь в 1872 году создал собственную студию. После 1877 года жил в Париже.
Эдвард Моран был членом Пенсильванской академии изящных искусств и Британского королевского общества художников-акварелистов.

## Творчество
Основной темой полотен художника было море и всё связанное с ним. В 1899 году он завершил серию из 13 картин, иллюстрирующих эпоху в морской истории Америки, охватывающую период от путешествий викинга Лейфа Эрикссона до экспедиции адмирала Джорджа Дьюи в 1899 году.
Художник-маринист Эдвард Моран создавал также много картин, посвященных истории парусного спорта в Америке.
Широко известна картина художника, посвященная открытию Статуи Свободы (1886).

## Семья
Сыновья Морана — Эдвард Моран Перси (род. 1862) и Леон Моран (род. 1864), и его братья Питер Моран (род. 1842) и Томас Моран, также стали видными американскими художниками.

## Галерея
- Крушение. Около 1861.
- Гонки яхт на закате. 1876
- «Статуя Свободы, несущая свет миру». 1886.
- Фрегат «Филадельфия» объятый пламенем в доках Триполи, 16 февраля 1804 года. Около 1897.
- Корабли викингов. Около 1900.
- Корабли в море